# اوبری اسکریون
اوبری اسکریون (انگلیسی: Aubrey Scriven; ۷ ژوئیهٔ ۱۹۰۴ – 1988 (aged 83)) بازیکن فوتبال اهل بریتانیا بود.
از باشگاه‌هایی که در آن بازی کرده‌است می‌توان به باشگاه فوتبال بریستول سیتی، باشگاه فوتبال ووستر سیتی، باشگاه فوتبال بیرمنگام سیتی، و باشگاه فوتبال برادفورد سیتی اشاره کرد.